# Grand Junction (Tennessee)
Pour les articles homonymes, voir Grand Junction.

Grand Junction en 1940.

Grand Junction est une municipalité américaine principalement située dans le comté de Hardeman au Tennessee. Selon le recensement de 2010, Grand Junction compte 325 habitants.
La municipalité s'étend sur 1,18 mille carré (3,06 km2). Une petite partie du territoire municipal s'étend sur le comté voisin de Fayette : 0,14 mille carré (0,36 km2) pour 4 habitants.
Grand Junction est fondée en 1858, à l'intersection des lignes du Memphis and Charleston Railroad (en) et du Mississippi Central Railroad.